# Kasteel van La Roche (Doubs)
Het Kasteel van La Roche (Frans: Château de La Roche) is een kasteel in de Franse gemeente Rigney. Het kasteel is een beschermd historisch monument sinds 1998.